# Un morceau de sucre
A Spoonful of Sugar
Un morceau de sucre (en anglais A Spoonful of Sugar) est une chanson du film  Mary Poppins de Walt Disney de 1964 et de la version musicale Mary Poppins de 2004, composée par Robert B. Sherman et Richard M. Sherman et orchestrée par Irwin Kostal. La chanson présente les caractéristiques du one-step rapide, une danse populaire dans les années 1910.

## Genèse
La source d'inspiration de la chanson provient du fils de Robert Sherman, Jeff, qui un soir annonce à son père en rentrant de l'école que c'était la journée de la vaccination contre la polio mais qu'il n'a pas souffert car le vaccin avait été placé sur une cuillère avec un morceau de sucre. La chanson a servi  pour une campagne de la National Sugar Company avec des personnages Disney ,.

## Contexte dans le film
Ce passage se situe dans la première partie du film quand Mary Poppins (qui vient de défaire ses bagages) demande aux deux enfants Banks de ranger leurs jouets. 
Elle parvient à ses fins en chantant face à son reflet dans un miroir (qui semble prendre un peu d'indépendance), transformant ainsi cette tâche en jeu tout en utilisant un peu de magie et en haussant le ton afin de calmer un certain chaos qui s'installait dans le monde des jouets.

## Traduction
En français, le titre A Spoonful of Sugar signifiant « une cuillerée de sucre » a été traduit par Un morceau de sucre afin de garder le même nombre de syllabes. Au début des deux couplets, le vers : It's the bit of sugar that helps the medicine go down est traduit par le vers français C'est le morceau de sucre qui aide la médecine à couler.